# 櫻蝦總科
櫻蝦總科（Sergestoidea）是十足目枝鰓亞目下的一個總科。其下有螢蝦科和櫻蝦科兩科。